# Michelle Courtens

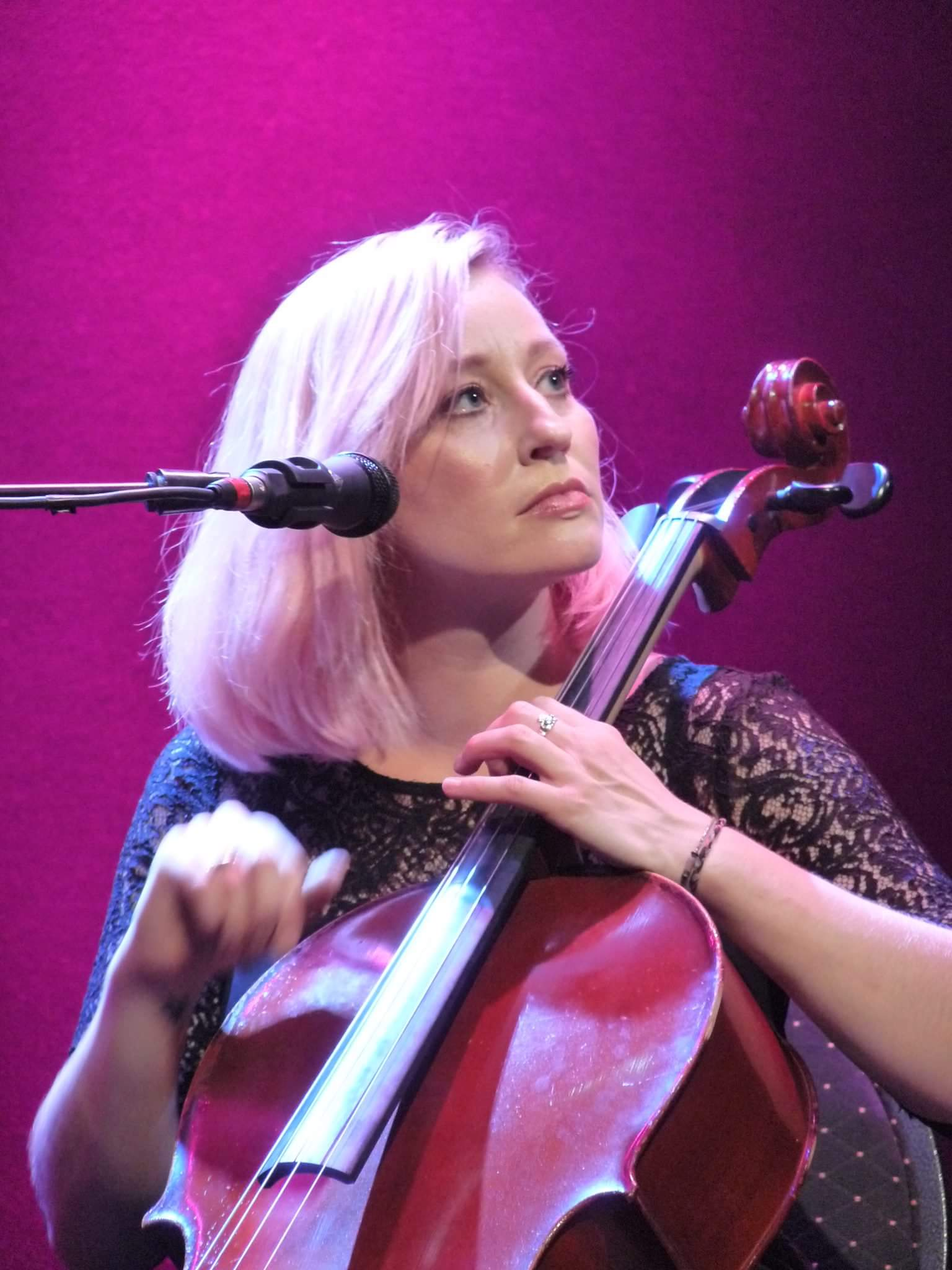
Michelle Courtens (2017)

Michelle Courtens (* 3. August 1981 in Venray, Provinz Limburg, Niederlande) ist eine niederländische Sängerin, Cellistin und Gesangslehrerin.

## Leben und Wirken
Sie vertrat die Niederlande beim Eurovision Song Contest 2001 mit dem Song Out On My Own (zu dt.: Alleine draußen). Sie erreichte jedoch nur einen 18. Platz (von 23 Teilnehmern). In Kopenhagen saßen sie und ihre Backgroundsänger bis zur letzten Minute barfuß auf dem Boden der Bühne.
Nach dem Contest arbeitete sie als Gesangslehrerin.
Am 16. September 2006 heiratete sie ihre Lebensgefährtin Carlijn.